# کیوتو (پایتخت قدیم)
کیوتو (پایتخت قدیم) (به ژاپنی: Koto古都، که به شهر کیوتو 京都 اشاره دارد) رمانی است از یاسوناری کاواباتا است که در سال ۱۹۶۲ منتشر شد. این رمان در بیانیهٔ کمیته نوبل در تصمیم خود برای اعطای جایزه کاواباتا برای جایزه ادبیات در سال ۱۹۶۸ ذکر شده‌است. تعدادی اقتباس فیلم نیز از آن ساخته شده‌است، از جمله خواهران دوقلوی کیوتو، که در سال ۱۹۶۴ برای جایزه اسکار بهترین فیلم خارجی زبان معرفی شد.